# Белл, Уильям
Уи́льям Джон Белл (англ. William John Bell; 25 декабря 1902, Крестон — 7 августа 1971, Перри) ― американский тубист и музыкальный педагог, солист Нью-Йоркского филармонического оркестра, а также симфонических оркестров Цинциннати и NBC, преподаватель Манхеттенской школы музыки и Индианского университета. В 1955 году Уильям Белл первым в США исполнил концерт для тубы с оркестром Ральфа Воан-Уильямса. Среди его учеников были такие музыканты, как Харви Филлипс, Ральф Уинстон Моррис и Деннис Паркер. В городе Перри в штате Айова, где похоронен Уильям Белл, ежегодно в первую субботу ноября проходит концерт, посвящённый памяти музыканта.